# Coenotephria emilia
Coenotephria emilia är en fjärilsart som beskrevs av Butler 1882. Coenotephria emilia ingår i släktet Coenotephria och familjen mätare. Inga underarter finns listade i Catalogue of Life.